# 颱風凱米 (2024年)
颱風凱米（英語：Typhoon Gaemi，國際編號：2403，聯合颱風警報中心：WP052024，菲律賓大氣地球物理和天文管理局：Carina）是2024年太平洋颱風季第3個被命名的風暴。「凱米」（개미）一名由韓國提供，意思是螞蟻。
根據臺灣中央氣象署的紀錄，凱米是自2016年颱風尼伯特後，8年以來首個以「強烈颱風」強度登陸臺灣的熱帶氣旋。

## 發展過程
自5月下旬的熱帶風暴馬力斯後，西北太平洋受副熱帶高壓脊支配，令該區低氣壓活動陷入1個月的寂靜。然而電腦數值預報模式之兩大權威——歐洲中期天氣預報中心和美國「全球預報模式」，均預測副熱帶高壓脊將在7月中北移，令西北太平洋再次進入熱帶氣旋活躍期。
7月17日，一個熱帶擾動在雅浦島東北方海域生成，美國海軍研究實驗室給予擾動編號92W。
7月19日上午8時，日本氣象廳將其升格為熱帶低氣壓。下午2時，聯合颱風警報中心將其評級提升為「中」。下午5時半，聯合颱風警報中心將其評級提升為「高」，並對其發布熱帶氣旋形成警報。晚上8時，日本氣象廳對其發布烈風警報。同時，台灣中央氣象署將其升格為熱帶低氣壓，給予編號TD05；澳門氣象局和香港天文台亦將其升格為熱帶低氣壓。
7月20日凌晨2時，聯合颱風警報中心將其升格為熱帶低氣壓，給予熱帶氣旋編號05W。下午2時，日本氣象廳將其升格為熱帶風暴，給予國際編號2403，並命名為「格美」。同時，台灣中央氣象署將其升格為輕度颱風，中國國家氣象局亦將其升格為熱帶風暴。下午4時，香港天文台和澳門氣象局同時將其升格為熱帶風暴。晚上8時，聯合颱風警報中心將其升格為熱帶風暴。
7月21日下午2時，日本氣象廳和香港天文台將其升格為強烈熱帶風暴。下午5時，澳門氣象局將其升格為強烈熱帶風暴。
7月22日上午8時，日本氣象廳率先將其升格為颱風。下午2時，台灣中央氣象署也將其升格為中度颱風。晚上8時，香港天文台和澳門氣象局將其升格為颱風。
7月23日凌晨2時，聯合颱風警報中心將其升格為颱風。下午5時，中國國家氣象局和香港天文台將其升格為強颱風。晚上8時，澳門氣象局將其升格為強颱風。
7月24日上午8時，中國氣象局和澳門氣象局將其升格為超強颱風。上午11時半，台灣中央氣象署將其升格為強烈颱風。下午2時，香港天文台將其升格為超強颱風。
7月24日下午5時，根據雷達回波圖與台灣中央氣象署之颱風警報均顯示凱米於此時開始向西南轉南，自宜蘭縣南澳鄉一路沿著花蓮縣南下，於下午8時時重新轉回北上。此時颱風凱米強度雖稍有減弱，但其眼牆結構幾乎未受破壞，使颱風登陸時強度未大幅減弱。
7月25日午夜12時，台灣中央氣象署表示凱米於宜蘭縣南澳鄉附近登陸。同時，中國氣象局將其降格為強颱風。凌晨2時，台灣中央氣象署將其降格為中度颱風。同時，香港天文台和澳門氣象局將其降格為強颱風。 凌晨4時20分，臺灣中央氣象署表示，凱米於桃園市新屋區附近出海。上午11時，香港天文台將其降格為颱風。下午1時，中國氣象局將其降格為颱風。下午2時，澳門氣象局將其降格為颱風。晚上7時50分，中國氣象局表示格美於福建省莆田市秀嶼區沿海登陸，登陸時中心附近最大風力12級（每秒33米）。晚上11時，香港天文台和澳門氣象局將其降格為強烈熱帶風暴。同時，聯合颱風警報中心對其發出最後警告。
7月26日下午2時，香港天文台將其降格為熱帶風暴。下午5時，澳門氣象局將其降格為熱帶風暴。
7月27日下午2時，香港天文台將其降格為熱帶低氣壓。晚上8時，日本氣象廳將其降格為熱帶低氣壓。同時，澳門氣象局將其降格為熱帶低氣壓。
7月28日上午8時，香港天文台將其降格為低壓區。
7月30日上午8時，日本氣象廳評定格美已消散，在天氣圖上移除該系統。

#### 事後調整
事後，日本氣象廳將其消散日期提前一天 （7月29日）並將氣壓下調至935百帕。

## 影響

### 菲律賓
當地發出之最高風暴信號：二號風暴信號

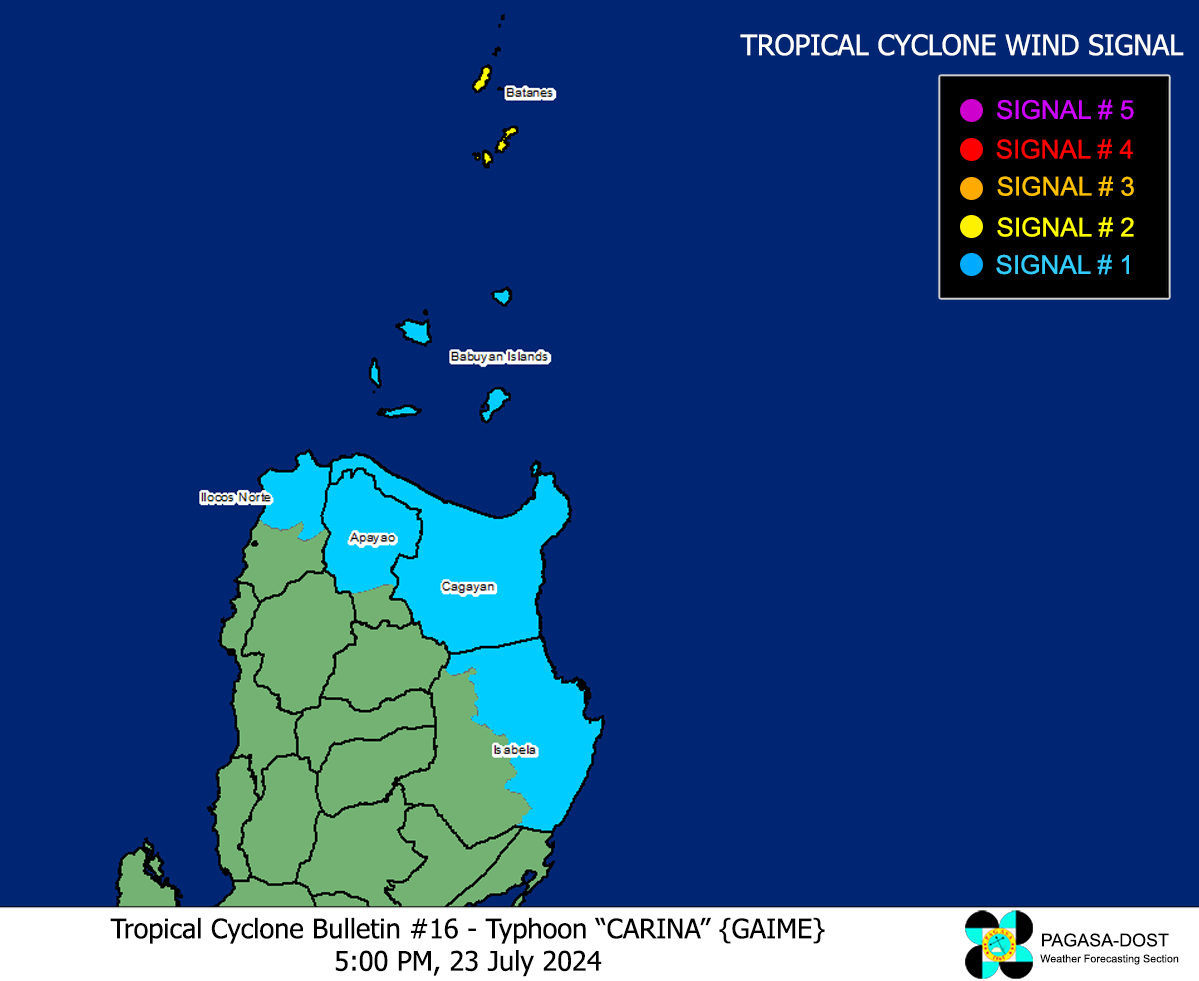
PAGASA为超强台风格美发出的热带气旋风信号图表。

随着格美在菲律宾责任区的发展，菲律賓大氣地球物理和天文服務管理局开始就该系统发布天气预报，因为该系统与南中国海上空的西南季风和強烈熱帶風暴派比安相互作用。该机构发布的初步预测显示，格美不会在菲律宾登陆，然而，风暴带来的水汽将被吸入西南季风，给菲律宾带来强降雨和强风。因此，7月22日，菲律賓大氣地球物理和天文服務管理局（PAGASA）在巴布延群岛、巴丹群島省、卡加延省和伊莎貝拉省的部分地区发布了一号风警报。PAGASA预计这些省份的风速将达到61公里/小时(69英里/小时)。7月23日上午，随着凱米外围雨带开始影响巴丹群島省，PAGASA将该省升为2号警报。7月23日，在吕宋岛的一些地区，包括大马尼拉在内，所有级别的课程和几个地方政府单位都因为风暴而停课。尼诺伊·阿基诺国际机场的几个商业航班被取消，巴士古、卡加延省和土格加劳的航班也被取消。伊巴雅特停止了船只航行。7月21日，位于拉乌尼翁省的省级灾害风险减少和管理办公室发布了红色警报，要求所有人员做好部署准备。向行动中心部署了应急人员，在那里储备了用品和车辆。该省的政府办公室于7月23日下午关闭，只剩下紧急救援人员。由于暂停航行，今木岛与世隔绝。圣胡安的海滩和圣加布里埃尔的坦加丹瀑布对游客关闭。
7月21日，伊洛伊洛市政府开始了先发制人的撤离行动。文件开始准备向被毁住房的居民提供10,000菲律宾比索的资金，向部分被毁住房的居民提供7,000菲律宾比索的资金。在科迪勒拉行政区，总计25357个，价值7360万菲律宾比索的家庭食品包装，被提出存放在多个仓库。此外，这些仓库还收集了价值约5270万菲律宾比索的非食品用品。在邦阿西楠省的PDRRMO办公室发布了红色紧急警报，分配了64564包物资，以及8675万的备用资金。社会福利和发展部准备了25亿菲律宾比索的备用资金，用于台风期间的援助。共有129,735个家庭食品包放在帕賽市的仓库和资源中心，93,516个包放在曼道市，442,125个包在社会福利和发展部第3、5和6号办公室提供。菲律宾空军准备了三个战术行动小组应对台风，包括水上救援人员和直升机进行搜索和救援，并充当空中救护车。在克拉克、达沃市、佬沃、麦克坦岛和三宝颜半岛，为恢复工作和损失评估培训的快速反应小组也已准备就绪。
凱米的環流掠過馬尼拉時引發大暴雨，多地出現淹水及山泥傾瀉，至今累計22人死亡，超過60萬人無家可歸。

### 臺灣
當地發佈之颱風警報：海上陸上颱風警報
| 彭佳嶼 · 27.4 m/s板橋 · 7.4 m/s鞍部 · 9.2 m/s竹子湖 · 5.9 m/s淡水 · 7.9 m/s基隆 · 14.3 m/s臺北 · 7 m/s新屋 · 16 m/s新竹 · 7.2 m/s宜蘭 · 15.5 m/s蘇澳 · 20.5 m/s花蓮 · 23.3 m/s成功（新港） · 8.2 m/s臺東 · 9.2 m/s大武 · 6.7 m/s蘭嶼 · 26.4 m/s臺中 · 6.7 m/s梧棲 · 17.2 m/s日月潭 · 7.6 m/s阿里山 · 7.4 m/s嘉義 · 11.7 m/s玉山 · 26.4 m/s臺南 · 14.2 m/s高雄 · 9.2 m/s恆春 · 10 m/s澎湖 · 12.7 m/s東吉島 · 26.3 m/s金門 · 12.2 m/s馬祖 · 13.8 m/sclass=notpageimage\| 中華民國交通部中央氣象署署屬氣象測站測得最大持續風力。圖例： · 測得5級風或以下 · 測得6至7級風 · 測得8至9級風 · 測得10至11級風 | 彭佳嶼 · 44.2 m/s板橋 · 18.3 m/s鞍部 · 24.7 m/s竹子湖 · 17.7 m/s淡水 · 19.3 m/s基隆 · 35.9 m/s臺北 · 20.9 m/s新屋 · 25.8 m/s新竹 · 18.8 m/s宜蘭 · 28.5 m/s蘇澳 · －花蓮 · 43.8 m/s成功（新港） · 22 m/s臺東 · 20 m/s大武 · 21.3 m/s蘭嶼 · 41.3 m/s臺中 · 20 m/s梧棲 · 31.5 m/s日月潭 · 22.3 m/s阿里山 · 22.5 m/s嘉義 · 23.3 m/s玉山 · 39.3 m/s臺南 · 24.7 m/s高雄 · 20.7 m/s恆春 · 24.9 m/s澎湖 · 26.6 m/s東吉島 · 38.5 m/s金門 · 17.4 m/s馬祖 · 30.5 m/sclass=notpageimage\| 中華民國交通部中央氣象署署屬氣象測站測得最大陣風。圖例： · 無數據 · 測得8至9級風 · 測得10至11級風 · 測得12至15級風 |

| 臺灣颱風降雨紀錄 | 臺灣颱風降雨紀錄 | 臺灣颱風降雨紀錄 | 臺灣颱風降雨紀錄 | 臺灣颱風降雨紀錄 | 臺灣颱風降雨紀錄 | 臺灣颱風降雨紀錄 |
| 累計降雨紀錄     | 累計降雨紀錄     | 累計降雨紀錄     | 年份             | 風暴名稱         | 發生地點         | 附註             |
| 排行             | 公釐             | 英吋             | 年份             | 風暴名稱         | 發生地點         | 附註             |
| ---------------- | ---------------- | ---------------- | ---------------- | ---------------- | ---------------- | ---------------- |
| 1                | 3,060            | 120.5            | 2009年           | 颱風莫拉克       | 嘉義縣阿里山鄉   | [ 38 ]           |
| 2                | 2,319            | 91.3             | 2001年           | 颱風納莉         | 臺北縣烏來鄉     | [ 39 ]           |
| 3                | 2,162            | 85.1             | 1969年           | 熱帶風暴芙勞西   | 臺北市北投區     | [ 38 ]           |
| 4                | 1,987            | 78.2             | 1996年           | 颱風賀伯         | 嘉義縣阿里山鄉   | [ 40 ]           |
| 5                | 1,933            | 76.1             | 2024年           | 颱風凱米         | 高雄市茂林區     | [ 41 ]           |
| 6                | 1,834            | 72.2             | 1987年           | 颱風琳恩         | 臺北市北投區     | [ 42 ]           |
| 7                | 1,774            | 69.8             | 2012年           | 颱風蘇拉         | 宜蘭縣宜蘭市     | [ 43 ]           |
| 8                | 1,725            | 67.9             | 2024年           | 颱風山陀兒       | 台東縣卑南鄉     | [ 44 ]           |
| 9                | 1,672            | 65.8             | 1967年           | 颱風解拉         | 宜蘭縣冬山鄉     | [ 45 ]           |
| 10               | 1,611            | 63.4             | 2008年           | 颱風辛樂克       | 臺中縣和平鄉     | [ 46 ]           |

由於凱米逐漸接近臺灣，交通部中央氣象署於7月22日晚上11時半發布海上颱風警報，首報警戒範圍為臺灣東半部海面、東南部海面及巴士海峽。
中央氣象署於23日上午11時半發布陸上颱風警報，陸上警戒範圍包含新北市、宜蘭縣、花蓮縣、臺東縣。截至23日晚上，除金門縣外，其餘縣市24日皆為停班停課。而24日因風雨依舊，全臺灣所有縣市政府皆宣布25日停班停課。
臺灣中央氣象署表示，凱米在7月25日午夜12時登陸宜蘭縣南澳鄉，也是自2016年強烈颱風尼伯特後，8年以來首個以「強烈颱風」強度登陸臺灣的熱帶氣旋。格美於登陸後減弱為中度颱風，並於凌晨4時20分從桃園市新屋區出海。截至8月8日，農業產物及民間設施估計損失計36億0301萬元，另造成733所學校受災，災損金額2億3373萬餘元，全台共有449班航班取消。受西南風帶來的豐沛水氣影響，部分地區仍有災情，新竹縣五峰鄉桃山村、尖石鄉秀巒村及玉峰村、苗栗縣南庄鄉、泰安鄉、臺中市和平區、南投縣、雲林縣、嘉義縣、嘉義市、臺南市、高雄市、屏東縣、宜蘭縣蘇澳鎮南強里及朝陽里、花蓮縣秀林鄉大天祥地區及和平村、連江縣、金門縣26日仍為停班停課。
隨著凱米逐漸遠離臺灣，對臺灣威脅解除，中央氣象署於7月26日早上8時半解除所有颱風警報。
格美在台灣一共造成11人死亡、904人受傷以及1人失蹤。

### 日本
當地發佈之最高風力警報：暴风警报

### 香港、澳門
香港天文台於7月23日晚上的「天氣隨筆」內表示將視乎格美橫過內陸時的移動路徑、環流大小及本地風勢，評估是否需要發出熱帶氣旋警告信號或強烈季候風信號。天文台於7月25日早上6時半發出「特別天氣提示」，表示格美與香港保持超過500公里的距離，除非格美登陸福建後採取較為偏西的路徑移動，否則需要發出熱帶氣旋警告信號的機會較低；但南海北部的西南季候風會轉趨活躍，天文台會視乎本地風力變化，考慮發出強烈季候風信號。天文台於下午4時45分發出強烈季候風信號，維持到7月26日下午2時45分。
澳門氣象局於7月25日中午12時15分發出「特別信息」，表示「格美」將於當日稍後在福建一帶登陸，向西北方向移入內陸，澳門將轉吹西南風，風勢增強，氣象局將視乎情況發出強烈季候風信號。氣象局於晚上9時發出強烈季候風信號，氣象局於7月26日下午1時半取消強烈季候風信號。

### 中國大陸
國家氣象中心發佈之最高颱風預警信號： 颱風紅色預警信號

#### 福建省
受台风天气影响，平潭综合实验区自7月25日8时起至7月26日8时在全区范围内实行“停工（业）、停产、停课、休市”，公共交通停运。福州市鼓楼区、台江区、仓山区、晋安区、马尾区亦于7月25日“三停一休”。福建省内全部旅客列车停运、66条客渡运航线停航。
| 市                        | 縣 / 市 / 區 | 預警信號         |
| ------------------------- | ------------ | ---------------- |
| 福州市 · 颱風紅色預警信號 | 羅源縣       | 颱風紅色預警信號 |
| 福州市 · 颱風紅色預警信號 | 福清市       | 颱風紅色預警信號 |
| 福州市 · 颱風紅色預警信號 | 連江縣       | 颱風橙色預警信號 |
| 福州市 · 颱風紅色預警信號 | 永泰縣       | 颱風橙色預警信號 |
| 福州市 · 颱風紅色預警信號 | 閩侯縣       | 颱風橙色預警信號 |
| 福州市 · 颱風紅色預警信號 | 閩清縣       | 颱風黃色預警信號 |
| 廈門市 · 颱風黃色預警信號 | 同安區       | 颱風黃色預警信號 |
| 廈門市 · 颱風黃色預警信號 | 翔安區       | 颱風黃色預警信號 |
| 泉州市 · 颱風黃色預警信號 | 晉江市       | 颱風黃色預警信號 |
| 泉州市 · 颱風黃色預警信號 | 石獅市       | 颱風黃色預警信號 |
| 泉州市 · 颱風黃色預警信號 | 惠安縣       | 颱風黃色預警信號 |
| 泉州市 · 颱風黃色預警信號 | 南安市       | 颱風黃色預警信號 |
| 泉州市 · 颱風黃色預警信號 | 安溪縣       | 颱風黃色預警信號 |
| 泉州市 · 颱風黃色預警信號 | 德化縣       | 颱風藍色預警信號 |
| 泉州市 · 颱風黃色預警信號 | 永春縣       | 颱風藍色預警信號 |
| 寧德市 · 颱風橙色預警信號 | 福鼎市       | 颱風橙色預警信號 |
| 寧德市 · 颱風橙色預警信號 | 霞浦縣       | 颱風橙色預警信號 |
| 寧德市 · 颱風橙色預警信號 | 福安市       | 颱風橙色預警信號 |
| 寧德市 · 颱風橙色預警信號 | 柘榮縣       | 颱風橙色預警信號 |
| 寧德市 · 颱風橙色預警信號 | 屏南縣       | 颱風黃色預警信號 |
| 寧德市 · 颱風橙色預警信號 | 古田縣       | 颱風黃色預警信號 |
| 寧德市 · 颱風橙色預警信號 | 壽寧縣       | 颱風黃色預警信號 |
| 寧德市 · 颱風橙色預警信號 | 周寧縣       | 颱風黃色預警信號 |
| 莆田市                    | 秀嶼區       | 颱風紅色預警信號 |
| 莆田市                    | 城廂區       | 颱風橙色預警信號 |
| 莆田市                    | 涵江區       | 颱風橙色預警信號 |
| 莆田市                    | 荔城區       | 颱風橙色預警信號 |
| 莆田市                    | 仙遊縣       | 颱風黃色預警信號 |
| 漳州市 · 颱風黃色預警信號 | 漳浦縣       | 颱風黃色預警信號 |
| 漳州市 · 颱風黃色預警信號 | 雲霄縣       | 颱風黃色預警信號 |
| 漳州市 · 颱風黃色預警信號 | 詔安縣       | 颱風黃色預警信號 |
| 漳州市 · 颱風黃色預警信號 | 東山縣       | 颱風黃色預警信號 |
| 漳州市 · 颱風黃色預警信號 | 龍文區       | 颱風藍色預警信號 |
| 漳州市 · 颱風黃色預警信號 | 華安縣       | 颱風藍色預警信號 |
| 漳州市 · 颱風黃色預警信號 | 平和縣       | 颱風藍色預警信號 |
| 漳州市 · 颱風黃色預警信號 | 南靖縣       | 颱風藍色預警信號 |
| 龍巖市                    | 長汀縣       | 颱風黃色預警信號 |
| 龍巖市                    | 漳平市       | 颱風藍色預警信號 |
| 龍巖市                    | 武平縣       | 颱風藍色預警信號 |
| 龍巖市                    | 新羅區       | 颱風藍色預警信號 |
| 龍巖市                    | 上杭縣       | 颱風藍色預警信號 |
| 龍巖市                    | 連城縣       | 颱風藍色預警信號 |
| 三明市 · 颱風藍色預警信號 | 龍溪縣       | 颱風藍色預警信號 |
| 三明市 · 颱風藍色預警信號 | 大田縣       | 颱風藍色預警信號 |
| 三明市 · 颱風藍色預警信號 | 泰寧縣       | 颱風藍色預警信號 |
| 三明市 · 颱風藍色預警信號 | 將樂縣       | 颱風藍色預警信號 |
| 三明市 · 颱風藍色預警信號 | 永安市       | 颱風藍色預警信號 |
| 三明市 · 颱風藍色預警信號 | 清流縣       | 颱風藍色預警信號 |
| 三明市 · 颱風藍色預警信號 | 建寧縣       | 颱風藍色預警信號 |
| 三明市 · 颱風藍色預警信號 | 寧化縣       | 颱風藍色預警信號 |
| 三明市 · 颱風藍色預警信號 | 明溪縣       | 颱風藍色預警信號 |
| 南平市                    | 延平區       | 颱風藍色預警信號 |
| 南平市                    | 邵武市       | 颱風藍色預警信號 |
| 南平市                    | 武夷山市     | 颱風藍色預警信號 |
| 南平市                    | 政和縣       | 颱風藍色預警信號 |
| 南平市                    | 建甌市       | 颱風藍色預警信號 |
| 南平市                    | 光澤縣       | 颱風藍色預警信號 |
| 南平市                    | 順昌縣       | 颱風藍色預警信號 |
| 南平市                    | 浦城縣       | 颱風藍色預警信號 |
| 南平市                    | 松溪縣       | 颱風藍色預警信號 |

#### 浙江省
7月24日起，宁波部分景区暂时关闭，4条水上客渡航线停运。鳌江发生2024年第1号洪水。
| 市                        | 縣 / 市 / 區   | 預警信號         |
| ------------------------- | -------------- | ---------------- |
| 台州市                    | 臨海市         | 颱風黃色預警信號 |
| 台州市                    | 溫嶺市         | 颱風黃色預警信號 |
| 台州市                    | 椒江區         | 颱風黃色預警信號 |
| 台州市                    | 路橋區         | 颱風黃色預警信號 |
| 台州市                    | 黃巖區         | 颱風黃色預警信號 |
| 台州市                    | 三門縣         | 颱風黃色預警信號 |
| 台州市                    | 仙居縣         | 颱風黃色預警信號 |
| 台州市                    | 天台縣         | 颱風黃色預警信號 |
| 溫州市 · 颱風橙色預警信號 | 平陽縣         | 颱風橙色預警信號 |
| 溫州市 · 颱風橙色預警信號 | 瑞安市         | 颱風橙色預警信號 |
| 溫州市 · 颱風橙色預警信號 | 樂清市         | 颱風橙色預警信號 |
| 溫州市 · 颱風橙色預警信號 | 蒼南縣         | 颱風橙色預警信號 |
| 溫州市 · 颱風橙色預警信號 | 文成縣         | 颱風橙色預警信號 |
| 溫州市 · 颱風橙色預警信號 | 永嘉縣         | 颱風橙色預警信號 |
| 溫州市 · 颱風橙色預警信號 | 泰順縣         | 颱風橙色預警信號 |
| 麗水市                    | 青田縣         | 颱風橙色預警信號 |
| 麗水市                    | 景寧畲族自治縣 | 颱風黃色預警信號 |
| 麗水市                    | 縉雲縣         | 颱風黃色預警信號 |
| 麗水市                    | 雲和縣         | 颱風黃色預警信號 |
| 麗水市                    | 慶元縣         | 颱風黃色預警信號 |
| 麗水市                    | 蓮都區         | 颱風黃色預警信號 |
| 麗水市                    | 松陽縣         | 颱風藍色預警信號 |
| 麗水市                    | 遂昌縣         | 颱風藍色預警信號 |
| 麗水市                    | 龍泉市         | 颱風藍色預警信號 |
| 寧波市                    | 寧海縣         | 颱風黃色預警信號 |
| 寧波市                    | 象山縣         | 颱風藍色預警信號 |
| 寧波市                    | 北侖區         | 颱風藍色預警信號 |
| 寧波市                    | 海曙區         | 颱風藍色預警信號 |
| 寧波市                    | 鄞州區         | 颱風藍色預警信號 |
| 寧波市                    | 慈溪市         | 颱風藍色預警信號 |
| 寧波市                    | 餘姚市         | 颱風藍色預警信號 |
| 寧波市                    | 江北區         | 颱風藍色預警信號 |
| 寧波市                    | 鎮海區         | 颱風藍色預警信號 |
| 紹興市                    | 新昌縣         | 颱風藍色預警信號 |
| 紹興市                    | 嵊州市         | 颱風藍色預警信號 |
| 紹興市                    | 越城區         | 颱風藍色預警信號 |
| 金華市                    | 磐安縣         | 颱風黃色預警信號 |
| 金華市                    | 武義縣         | 颱風藍色預警信號 |
| 金華市                    | 蘭溪市         | 颱風藍色預警信號 |
| 金華市                    | 婺城區         | 颱風藍色預警信號 |
| 金華市                    | 金東區         | 颱風藍色預警信號 |
| 金華市                    | 永康市         | 颱風藍色預警信號 |
| 舟山市                    | 普陀區         | 颱風黃色預警信號 |
| 舟山市                    | 定海區         | 颱風黃色預警信號 |
| 舟山市                    | 岱山縣         | 颱風黃色預警信號 |
| 舟山市                    | 嵊泗縣         | 颱風黃色預警信號 |
| 衢州市 · 颱風藍色預警信號 | 江山市         | 颱風藍色預警信號 |
| 衢州市 · 颱風藍色預警信號 | 龍游縣         | 颱風藍色預警信號 |
| 衢州市 · 颱風藍色預警信號 | 衢江區         | 颱風藍色預警信號 |
| 衢州市 · 颱風藍色預警信號 | 開化縣         | 颱風藍色預警信號 |
| 衢州市 · 颱風藍色預警信號 | 常山縣         | 颱風藍色預警信號 |
| 嘉興市 · 颱風藍色預警信號 | 平湖市         | 颱風藍色預警信號 |
| 嘉興市 · 颱風藍色預警信號 | 海鹽縣         | 颱風藍色預警信號 |
| 嘉興市 · 颱風藍色預警信號 | 嘉善縣         | 颱風藍色預警信號 |
| 嘉興市 · 颱風藍色預警信號 | 海寧市         | 颱風藍色預警信號 |
| 嘉興市 · 颱風藍色預警信號 | 桐鄉市         | 颱風藍色預警信號 |
| 杭州市 · 颱風藍色預警信號 | 建德市         | 颱風藍色預警信號 |
| 杭州市 · 颱風藍色預警信號 | 蕭山區         | 颱風藍色預警信號 |
| 杭州市 · 颱風藍色預警信號 | 餘杭區         | 颱風藍色預警信號 |
| 杭州市 · 颱風藍色預警信號 | 淳安縣         | 颱風藍色預警信號 |
| 湖州市 · 颱風藍色預警信號 | 安吉縣         | 颱風藍色預警信號 |
| 湖州市 · 颱風藍色預警信號 | 德清縣         | 颱風藍色預警信號 |

#### 上海市
上海中心氣象台發布之最高颱風預警信號： 颱風藍色預警信號
| 區       | 預警信號         |
| -------- | ---------------- |
| 寶山區   | 颱風藍色預警信號 |
| 松江區   | 颱風藍色預警信號 |
| 崇明區   | 颱風藍色預警信號 |
| 青浦區   | 颱風藍色預警信號 |
| 金山區   | 颱風藍色預警信號 |
| 嘉定區   | 颱風藍色預警信號 |
| 奉賢區   | 颱風藍色預警信號 |
| 浦東新區 | 颱風藍色預警信號 |
| 閔行區   | 颱風藍色預警信號 |
|          |                  |

7月27日，据报道受台风“格美”影响，全市普遍出现6-8级阵风，局部地区极大阵风有9级。当天有外卖員不幸被倒下的树木砸中身亡。

#### 廣東省
| 市                      | 縣 / 市 / 區 | 預警信號         |
| ----------------------- | ------------ | ---------------- |
| 潮州市                  | 饒平縣       | 颱風藍色預警信號 |
| 汕頭市 颱風藍色預警信號 | 南澳縣       | 颱風藍色預警信號 |
| 汕頭市 颱風藍色預警信號 | 澄海區       | 颱風藍色預警信號 |
| 梅州市                  | 大埔縣       | 颱風藍色預警信號 |
| 梅州市                  | 興寧市       | 颱風藍色預警信號 |
| 梅州市                  | 蕉嶺縣       | 颱風藍色預警信號 |
| 梅州市                  | 平遠縣       | 颱風藍色預警信號 |
| 梅州市                  | 豐順縣       | 颱風藍色預警信號 |
| 梅州市                  | 五華縣       | 颱風藍色預警信號 |

虽然“格美”主体已离开广东，但在7月26日至27日，受“格美”外围环流和西南季风共同影响，广东多地出现暴雨天气。韩江干流三河坝水位站超过警戒水位，当地已提前转移超过9万人。

#### 江蘇省
江蘇省氣象台發布之最高颱風預警信號： 颱風藍色預警信號
| 市                        | 縣 / 市 / 區 | 預警信號         |
| ------------------------- | ------------ | ---------------- |
| 無錫市 · 颱風藍色預警信號 | 江陰市       | 颱風藍色預警信號 |
| 無錫市 · 颱風藍色預警信號 | 宜興市       | 颱風藍色預警信號 |
| 蘇州市 · 颱風藍色預警信號 | 吳江區       | 颱風藍色預警信號 |
| 蘇州市 · 颱風藍色預警信號 | 吳中區       | 颱風藍色預警信號 |
| 蘇州市 · 颱風藍色預警信號 | 崑山市       | 颱風藍色預警信號 |
| 蘇州市 · 颱風藍色預警信號 | 張家港市     | 颱風藍色預警信號 |
| 蘇州市 · 颱風藍色預警信號 | 相城區       | 颱風藍色預警信號 |
| 蘇州市 · 颱風藍色預警信號 | 太倉市       | 颱風藍色預警信號 |
| 蘇州市 · 颱風藍色預警信號 | 常熟市       | 颱風藍色預警信號 |
| 南通市 · 颱風藍色預警信號 | 如東縣       | 颱風藍色預警信號 |
| 南通市 · 颱風藍色預警信號 | 如皋市       | 颱風藍色預警信號 |
| 南通市 · 颱風藍色預警信號 | 海安縣       | 颱風藍色預警信號 |
| 南通市 · 颱風藍色預警信號 | 啟東市       | 颱風藍色預警信號 |
| 南通市 · 颱風藍色預警信號 | 通州區       | 颱風藍色預警信號 |
| 鹽城市 · 颱風藍色預警信號 | 建湖縣       | 颱風藍色預警信號 |
| 鹽城市 · 颱風藍色預警信號 | 阜寧縣       | 颱風藍色預警信號 |
| 鹽城市 · 颱風藍色預警信號 | 射陽縣       | 颱風藍色預警信號 |
| 鹽城市 · 颱風藍色預警信號 | 響水縣       | 颱風藍色預警信號 |
| 鹽城市 · 颱風藍色預警信號 | 東台市       | 颱風藍色預警信號 |
| 鹽城市 · 颱風藍色預警信號 | 濱海縣       | 颱風藍色預警信號 |
| 泰州市 · 颱風藍色預警信號 | 興化市       | 颱風藍色預警信號 |
| 泰州市 · 颱風藍色預警信號 | 泰興市       | 颱風藍色預警信號 |
| 泰州市 · 颱風藍色預警信號 | 靖江市       | 颱風藍色預警信號 |
| 揚州市 · 颱風藍色預警信號 | 寶應縣       | 颱風藍色預警信號 |
| 揚州市 · 颱風藍色預警信號 | 邗江區       | 颱風藍色預警信號 |
| 揚州市 · 颱風藍色預警信號 | 江都區       | 颱風藍色預警信號 |
| 揚州市 · 颱風藍色預警信號 | 高郵市       | 颱風藍色預警信號 |
| 揚州市 · 颱風藍色預警信號 | 儀徵市       | 颱風藍色預警信號 |
| 南京市 · 颱風藍色預警信號 | 浦口區       | 颱風藍色預警信號 |
| 南京市 · 颱風藍色預警信號 | 江寧區       | 颱風藍色預警信號 |
| 南京市 · 颱風藍色預警信號 | 六合區       | 颱風藍色預警信號 |
| 常州市 · 颱風藍色預警信號 | 溧陽市       | 颱風藍色預警信號 |
| 淮安市 · 颱風藍色預警信號 | 金湖縣       | 颱風藍色預警信號 |
| 淮安市 · 颱風藍色預警信號 | 盱眙縣       | 颱風藍色預警信號 |
| 鎮江市 · 颱風藍色預警信號 | 揚中市       | 颱風藍色預警信號 |
| 鎮江市 · 颱風藍色預警信號 | 丹陽市       | 颱風藍色預警信號 |
| 鎮江市 · 颱風藍色預警信號 | 句容市       | 颱風藍色預警信號 |
| 鎮江市 · 颱風藍色預警信號 | 丹徒市       | 颱風藍色預警信號 |

#### 江西省
江西省氣象台發布之最高颱風預警信號： 颱風藍色預警信號
赣南、赣中和赣北南部出现暴雨到大暴雨，造成南昌、九江、鹰潭、抚州、上饶、赣州1.4万人受灾。
| 市                          | 縣 / 市 / 區 | 預警信號         |
| --------------------------- | ------------ | ---------------- |
| 上饒市 · 颱風藍色預警信號   | 鉛山縣       | 颱風藍色預警信號 |
| 上饒市 · 颱風藍色預警信號   | 鄱陽縣       | 颱風藍色預警信號 |
| 上饒市 · 颱風藍色預警信號   | 橫峰縣       | 颱風藍色預警信號 |
| 上饒市 · 颱風藍色預警信號   | 廣信區       | 颱風藍色預警信號 |
| 上饒市 · 颱風藍色預警信號   | 玉山縣       | 颱風藍色預警信號 |
| 上饒市 · 颱風藍色預警信號   | 德興市       | 颱風藍色預警信號 |
| 上饒市 · 颱風藍色預警信號   | 萬年縣       | 颱風藍色預警信號 |
| 撫州市                      | 南城縣       | 颱風藍色預警信號 |
| 南昌市 · 颱風藍色預警信號   | 南昌縣       | 颱風藍色預警信號 |
| 南昌市 · 颱風藍色預警信號   | 進賢縣       | 颱風藍色預警信號 |
| 南昌市 · 颱風藍色預警信號   | 安義縣       | 颱風藍色預警信號 |
| 景德鎮市 · 颱風藍色預警信號 | 樂平市       | 颱風藍色預警信號 |
| 景德鎮市 · 颱風藍色預警信號 | 浮梁縣       | 颱風藍色預警信號 |
| 吉安市 · 颱風藍色預警信號   | 永豐縣       | 颱風藍色預警信號 |
| 吉安市 · 颱風藍色預警信號   | 萬安縣       | 颱風藍色預警信號 |
| 吉安市 · 颱風藍色預警信號   | 泰和縣       | 颱風藍色預警信號 |
| 吉安市 · 颱風藍色預警信號   | 吉安縣       | 颱風藍色預警信號 |
| 吉安市 · 颱風藍色預警信號   | 遂川縣       | 颱風藍色預警信號 |
| 吉安市 · 颱風藍色預警信號   | 井岡山市     | 颱風藍色預警信號 |
| 吉安市 · 颱風藍色預警信號   | 吉水縣       | 颱風藍色預警信號 |
| 吉安市 · 颱風藍色預警信號   | 新幹縣       | 颱風藍色預警信號 |
| 吉安市 · 颱風藍色預警信號   | 吉州區       | 颱風藍色預警信號 |
| 吉安市 · 颱風藍色預警信號   | 青原區       | 颱風藍色預警信號 |
| 鷹潭市                      | 貴溪縣       | 颱風藍色預警信號 |
| 九江市 · 颱風藍色預警信號   | 湖口縣       | 颱風藍色預警信號 |
| 九江市 · 颱風藍色預警信號   | 德安縣       | 颱風藍色預警信號 |
| 九江市 · 颱風藍色預警信號   | 共青城市     | 颱風藍色預警信號 |
| 九江市 · 颱風藍色預警信號   | 都昌縣       | 颱風藍色預警信號 |
| 九江市 · 颱風藍色預警信號   | 彭澤縣       | 颱風藍色預警信號 |
| 九江市 · 颱風藍色預警信號   | 瑞昌市       | 颱風藍色預警信號 |
| 九江市 · 颱風藍色預警信號   | 永修縣       | 颱風藍色預警信號 |
| 九江市 · 颱風藍色預警信號   | 武寧縣       | 颱風藍色預警信號 |
| 宜春市 · 颱風藍色預警信號   | 樟樹市       | 颱風藍色預警信號 |
| 宜春市 · 颱風藍色預警信號   | 靖安縣       | 颱風藍色預警信號 |
| 宜春市 · 颱風藍色預警信號   | 豐城市       | 颱風藍色預警信號 |
| 宜春市 · 颱風藍色預警信號   | 宜豐縣       | 颱風藍色預警信號 |
| 宜春市 · 颱風藍色預警信號   | 奉新縣       | 颱風藍色預警信號 |
| 宜春市 · 颱風藍色預警信號   | 高安市       | 颱風藍色預警信號 |

#### 安徽省
安徽省氣象台發布之最高颱風預警信號： 颱風藍色預警信號
| 市       | 預警信號         |
| -------- | ---------------- |
| 马鞍山市 | 颱風藍色預警信號 |
| 芜湖市   | 颱風藍色預警信號 |
| 池州市   | 颱風藍色預警信號 |
| 合肥市   | 颱風藍色預警信號 |
| 六安市   | 颱風藍色預警信號 |
| 滁州市   | 颱風藍色預警信號 |
| 淮南市   | 颱風藍色預警信號 |
| 阜阳市   | 颱風藍色預警信號 |
| 黄山市   | 颱風藍色預警信號 |
| 蚌埠市   | 颱風藍色預警信號 |
| 宿州市   | 颱風藍色預警信號 |
| 淮北市   | 颱風藍色預警信號 |
| 亳州市   | 颱風藍色預警信號 |

#### 山东省
山东省氣象台發布之最高颱風預警信號： 颱風藍色預警信號
| 市     | 預警信號         |
| ------ | ---------------- |
| 日照市 | 颱風藍色預警信號 |
| 枣庄市 | 颱風藍色預警信號 |
| 滨州市 | 颱風藍色預警信號 |
| 济宁市 | 颱風藍色預警信號 |

#### 湖南省
受台风格美外围云系影响，湖南郴州、株洲、衡阳等地出现强降雨。郴州资兴市成为暴雨中心，连日持续强降雨引发资兴八面山滑坡、崩塌、泥石流和地面塌陷等地质灾害。湖南郴州、衡阳、湘潭等地121.6万人不同程度受灾，因灾死亡失踪94人，紧急转移安置9.6万人，因灾直接损失86.1亿元。
东江水库水位迅速上涨，超过了285米，为确保大坝及下游地区的安全，水库数次开闸泄洪。

## 熱帶氣旋警告使用紀錄

### 菲律賓
| 菲律賓大氣地球物理和天文服務管理局 風暴信號 | 菲律賓大氣地球物理和天文服務管理局 風暴信號 | 菲律賓大氣地球物理和天文服務管理局 風暴信號 |
| ------------------------------------------- | ------------------------------------------- | ------------------------------------------- |
| 上一熱帶氣旋                                | 一號風暴信號                                | 下一熱帶氣旋                                |
| 颱風艾雲尼                                  | 一號風暴信號                                | 超強颱風摩羯                                |
| 颱風艾雲尼                                  | 二號風暴信號                                | 超強颱風摩羯                                |

### 臺灣
| 交通部中央氣象署 颱風警報   | 交通部中央氣象署 颱風警報 | 交通部中央氣象署 颱風警報 |
| --------------------------- | ------------------------- | ------------------------- |
| 上一熱帶氣旋                | 海上颱風警報              | 下一熱帶氣旋              |
| 中度颱風小犬                | 海上颱風警報              | 強烈颱風山陀兒            |
| 中度颱風小犬                | 陸上颱風警報              | 強烈颱風山陀兒            |
| 交通部中央氣象署 國家級警報 |                           |                           |
| 中度颱風小犬                | 颱風強風告警              | 強烈颱風山陀兒            |

### 中國大陸
| 国家气象中心 颱風預警信號 | 国家气象中心 颱風預警信號 | 国家气象中心 颱風預警信號 |
| ------------------------- | ------------------------- | ------------------------- |
| 上一熱帶氣旋              | 颱風藍色預警信號          | 下一熱帶氣旋              |
| 熱帶風暴馬力斯            | 颱風藍色預警信號          | 超強颱風摩羯              |
| 強熱帶風暴派比安          | 颱風黃色預警信號          | 超強颱風摩羯              |
| 超強颱風蘇拉              | 颱風橙色預警信號          | 超強颱風摩羯              |
| 超強颱風海葵              | 颱風紅色預警信號          | 超強颱風摩羯              |

## 外部連結
| 太平洋颱風季             |
| 主題頁 - 專題 - 編輯指南 |

- （英文）颱風2000：各氣象部門對凱米的預測路徑集合 （页面存档备份，存于）
- （日語）日本氣象廳首頁 （页面存档备份，存于）
- （英文）聯合颱風警報中心首頁 （页面存档备份，存于）
- （简体中文）中國國家氣象中心首頁 （页面存档备份，存于）
- （繁體中文）臺灣中央氣象署首頁 （页面存档备份，存于）
- （繁體中文）香港天文台首頁 （页面存档备份，存于）
- （繁體中文）澳門地球物理氣象局首頁 （页面存档备份，存于）
- （英文）菲律賓大氣地球物理和天文管理局 惡劣天氣公告 （页面存档备份，存于）
- （泰文）泰國氣象局首頁 （页面存档备份，存于）